# Кэрью, Николас (придворный)
Сэр Николас Кэрью (англ. Nicholas Carew; родился не позднее 1496 года — 8 марта 1539 года) — английский придворный и дипломат в период правления короля Генриха VIII Тюдора.
Кэрью был одним из давних друзей короля и одним из самых влиятельных его придворных. Когда Генрих VIII начал процесс по аннулированию своего брака с Екатериной Арагонской, Кэрью принял сторону отвергнутой королевы и её дочери принцессы Марии. Несмотря на родственные связи с Анной Болейн, впоследствии второй супругой короля, он, как и его шурин Фрэнсис Брайан, участвовал в заговоре с целью свержения Анны и поддерживал её соперницу и преемницу Джейн Сеймур. Будучи приверженцем консервативной партии католиков, Кэрью выступал против религиозных реформ в королевстве и в конце концов стал жертвой интриги. Подозреваемый в причастности к заговору Эксетера, он был признан виновным в государственной измене и в 1539 году казнён на Тауэр-Хилл.

## Биография

### Семья и первые годы при дворе
Основная ветвь семьи Кэрью, родоначальником которой был англо-нормандский рыцарь Уильям Фиц-Джеральд из замка Карей, обосновалась в Антони, графство Корнуолл, в XIV веке; младшая линия приобрела манор Беддингтон в Суррее приблизительно в 1350 году и основала династию, которая просуществовала там до XVIII века. Николас Кэрью был старшим сыном сэра Ричарда Кэрью из Беддингтона и его жены Малин Оксенбридж. В 1497 году в битве при Блэкхите Ричард Кэрью был посвящён в рыцари Генрихом VII, в 1501 году он служил шерифом в Суррее и стал лейтенантом Кале в 1513 году. Последнее пожалование он получил совместно с сыном, который должен был унаследовать эту должность после него, однако после смерти отца в 1520 году Николас отказался от неё.
Николас Кэрью родился в 1496 году или раньше. При королевском дворе он появился ещё в детстве в возрасте около шести лет, был определён в свиту принца Генриха и получал образование вместе с ним. Позже говорили, что он был «воспитан самим королём». Кэрью обладал изысканными манерами, свободно разговаривал на французском языке и был опытным турнирным бойцом. Его быстро приняли в ближайшее окружение молодого короля, который был весьма высокого мнения о нём и питал к нему особую благосклонность. Уже в мае 1511 года он был назначен грумом в личных покоях Генриха VIII, около 1515 года — эсквайром при теле короля и королевским виночерпием с годовым доходом в 50 марок. Приблизительно в 1517 году Кэрью был посвящён в рыцари, а в 1518 году он получил созданную тогда же должность джентльмена Тайных покоев. Вместе с отцом он прошёл военную кампанию 1513 года во Франции и был одним из шести придворных, получивших в подарок от короля одеяние из зелёного бархата и серебряной парчи.
При дворе Кэрью постоянно участвовал в различных маскарадах и зрелищных представлениях, однако наибольшую славу он снискал на рыцарских турнирах. Он регулярно тренировался и был известен своим бесстрашием и отвагой. Король, будучи и сам умелым и храбрым воином, так впечатлился его успехами, что предоставил Кэрью отдельную площадку для тренировок и помещение в Гринвиче, где он мог готовиться к состязаниям и хранить своё снаряжение. В качестве противника на рыцарских поединках Генрих чаще всего выбирал из всех своих друзей Николаса Кэрью или Чарльза Брэндона, герцога Саффолка.

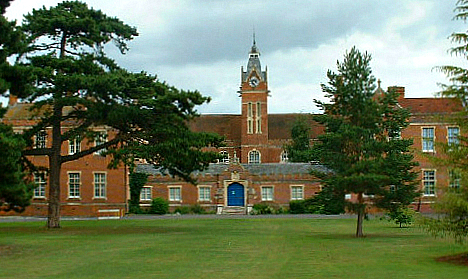
Особняк Кэрью в Беддингтоне. В настоящее время в нём расположена школа

Кэрью не оставался обделённым и при раздаче различных грантов и пожалований. В апреле 1514 года король даровал ему несколько поместий в Сассексе вместе с правом распределять приходы и бенефиции в Пломптоне, а после его свадьбы в декабре того же года молодой паре были пожалованы дополнительные земли в Суррее, включая несколько поместий с годовым доходом в 40 марок. В 1517 году он был назначен смотрителем поместья и парка Плезанс в Восточном Гринвиче. Вдобавок к этим владениям после смерти отца в его собственность перешёл Беддингтон, ставший его основной резиденцией. К 1530 году он в значительной степени перестроил жилище, превратив старый фамильный особняк в «прекрасный дом… почти дворец», где он довольно часто принимал друзей и знатных гостей, в том числе герцога Саффолка и его жену Марию Тюдор, с которыми был особенно дружен, а также Генриха VIII.
В декабре 1514 года Кэрью женился на Элизабет, дочери сэра Томаса Брайана и Маргарет Буршье. Томас Брайан был вице-камергером королевы Екатерины Арагонской, его жена Маргарет впоследствии служила старшей гувернанткой при всех детях короля Генриха VIII. Братом Элизабет был Фрэнсис Брайан, ещё один близкий друг короля и Николаса Кэрью, а сама Элизабет по всей видимости некоторое время была мимолётным увлечением Генриха, дарившего ей «множество прекрасных драгоценностей». Король присутствовал на их свадьбе, и на рождественских праздниках того же года молодожёны были среди участников роскошного маскарадного представления: король, герцог Саффолк, Николас Кэрью и испанский посол, наряженные португальскими рыцарями, спасли попавших в беду четырёх леди из Савойи, которых изображали Элизабет Блаунт, Маргарет Гилдфорд, Элизабет Кэрью и жена испанского посла. С тех пор Кэрью были завсегдатаями на балах, пиршествах и прочих мероприятиях, устраиваемых при королевском дворе.

### Королевский фаворит

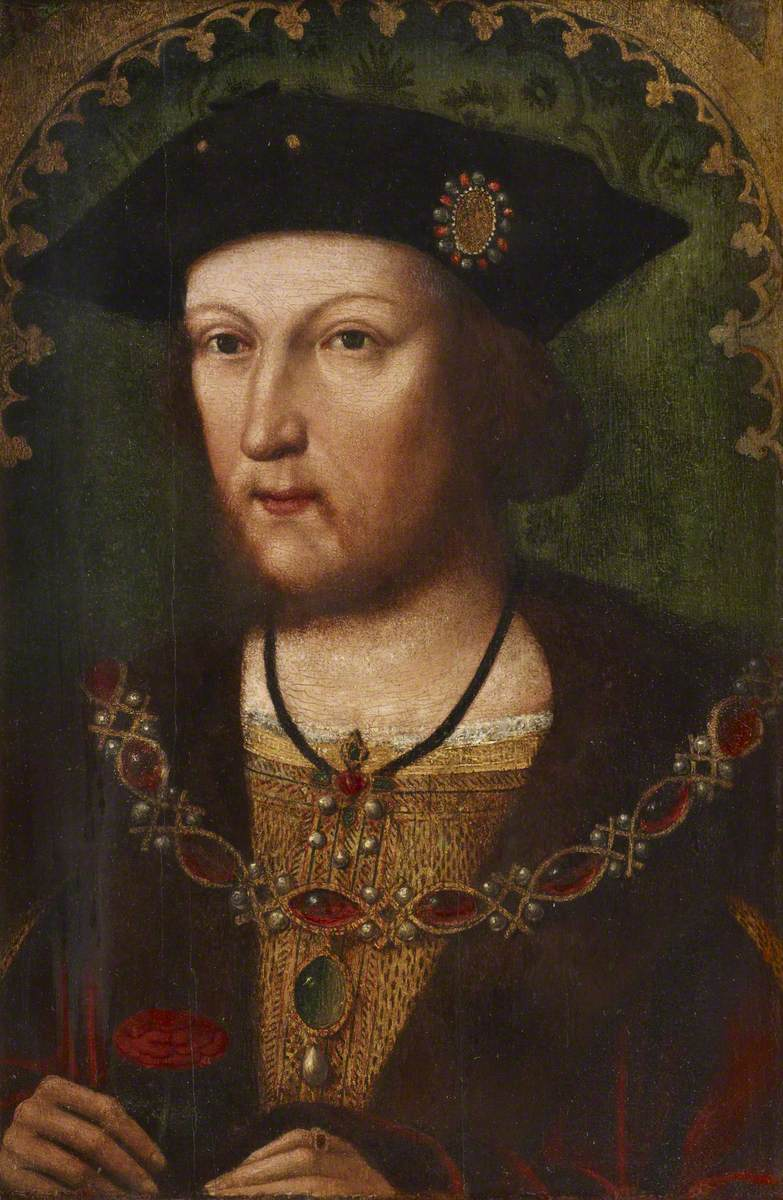
Генрих VIII Тюдор, портрет работы неизвестного художника, ок. 1515—1520 годов. Из коллекции Национального фонда Великобритании

К моменту восшествия на трон в 1509 году у Генриха VIII сложился круг приближённых, многие из которых стали его близкими друзьями. Изначально это в основном были люди, появившиеся при дворе ещё во времена правления его отца: Томас Болейн, Чарльз Брэндон, Уильям Комптон и другие. Все они были старше Генриха, которому было семнадцать, когда он стал королём. Несмотря на разницу в возрасте, они не только составляли ему компанию на турнирах, маскарадах и пирах, но к ним он всегда мог обратиться за советом и какими-либо сведениями и рекомендациями в первые годы своего правления. Постепенно в окружение Генриха допускались новые придворные, такие как Фрэнсис Брайан, Николас Кэрью и Генри Норрис, которые были ровесниками королю, а вслед за ними и более молодые Джордж Болейн и Томас Уайетт. Король ценил их за интеллектуальные способности, таланты и умение развлечь его с помощью неординарных выходок и розыгрышей, хотя порой их поведение выходило за допустимые рамки. Некоторые из юных друзей короля подчас вызывали раздражение его главного советника, лорда-канцлера Томаса Уолси. Пусть они не занимали важных политических должностей, но они всё же пользовались вниманием и благосклонностью короля, делили с ним часы досуга и могли оказывать на него влияние. В 1518 году Уолси удалось отослать Николаса Кэрью от двора под каким-то неизвестным благовидным предлогом, заменив его на своего протеже Ричарда Пэйса, талантливого гуманиста, учившегося в университетах Оксфорда и Падуи. Однако вскорости Уолси узнал от Пэйса, что король повелел своему фавориту вернуться.
Год спустя противостояние Уолси и молодых придворных снова усилилось. В мае 1519 года, пока король отдыхал в Гринвиче, лорд-канцлер воспользовался возможностью очистить Тайные покои от своих соперников. Он сообщил Тайному совету, что Николас Кэрью, Фрэнсис Брайан, Генри Гилдфорд и другие, вели себя с королём неподобающе фамильярно, давали ему плохие советы и побуждали его проигрывать крупные суммы. Кроме того, во время недавнего визита английского посольства во Францию, Кэрью и Брайан повели себя и вовсе возмутительно, промчавшись верхом по улицам Парижа и «бросая в прохожих яйца, камни и прочие пустяки». По возвращении в Англию их поведение не улучшилось, и теперь герцог Норфолк, граф Вустер и сэр Томас Болейн от лица всех советников потребовали, чтобы король принял меры, поскольку подобное дурно отражалось и на нём. Генрих безоговорочно согласился, и Кэрью, как и другие придворные, был вызван на совет в Гринвиче и получил выговор. Затем его сослали в Кале, где он был назначен лейтенантом форта Рисбанк, охранявшего вход в гавань. Но и в этот раз ссылка была недолгой, и в течение полугода Кэрью и другие друзья Генриха снова вернулись ко двору. В ноябре 1520 года Генрих специальным указом отменил долг Кэрью в 742 фунта, накопившийся за время его пребывания в должности шерифа графств Суррей и Сассекс в 1518—1519 годах. Это стало ещё одним признаком вернувшейся благосклонности короля. С 1520 года Кэрью занял пост мирового судьи графства Суррей, оставаясь на нём вплоть до своей кончины.
Вероятно, с королевского позволения Кэрью был возвращён и в палату общин в реформационном парламенте 1529 года как представитель графства Суррей вместе со своим сослуживцем-придворным Уильямом Фицуильямом, однако из-за дипломатической миссии на континенте он отсутствовал на первой сессии и скорее всего пропустил и вторую в 1531 году, так как по донесению имперского посланника Эсташа Шапюи в то время король гостил в поместье Кэрью в Беддингтоне. Единственным другим свидетельством деятельности Кэрью в парламенте является список 1534 года, где он указан как «мистер Кэрью» или «конюший». Этот список был составлен Томасом Кромвелем, и в нём фигурировали те, кто имел какое-то отношение к рассматриваемому в том году законопроекту о государственной измене. Вероятно, он был переизбран в парламент 1536 года в соответствии с пожеланием короля о возвращении предыдущих представителей, но в остальном более нет никаких сведений о его участии в парламентских заседаниях.

### Придворный и дипломат
С начала 1520-х годов Кэрью всё чаще привлекался к участию в более серьёзных мероприятиях и к выполнению дипломатических поручений от короля. В тот период Генрих с Уолси работали над сближением Англии и Франции. В июне 1520 года Кэрью в составе внушительной свиты присутствовал на грандиозной встрече двух королей — Генриха VIII и Франциска I — на Поле золотой парчи. Там он прежде всего блеснул своими талантами на турнирной арене, произведя на всех неизгладимое впечатление на пару с герцогом Саффолком. В июле того же года Кэрью сопровождал Генриха на встрече в Гравлине с императором Карлом V и Маргаритой, штатгальтером Нидерландов. В конце года Кэрью отбыл с посольством во Францию, чтобы отговорить Франциска от отправки войск в Италию и добиться его влияния на шотландцев. Его миссия была лишь частично успешна, однако его хорошо принимали, и по возвращении в Англию он получил 100 фунтов за свои расходы. Впоследствии Кэрью неоднократно бывал во Франции с поручениями дипломатического характера и неизменно пользовался благосклонностью Франциска, который убеждал Генриха достойно вознаградить его.
В октябре 1520 года Кэрью отказался от должности лейтенанта Кале, сохранив пенсию в размере 100 фунтов, а в ноябре отказался от годовой ренты, положенной за пост виночерпия. На его благосостояние это не повлияло, так как в 1521 году он был в числе тех нескольких фаворитов, между которыми Генрих разделил огромные земельные владения герцога Бекингема, казнённого за государственную измену. Сам Кэрью был в числе большого жюри присяжных заседателей от графства Суррей, предъявивших Бекингему обвинение. После казни герцога Кэрью также досталось его поместье в Блетчингли и его должность управляющего охотничьим парком в Брейстеде, графство Кент, с годовым доходом в 40 фунтов. В последующие годы он получил ещё множество пожалований и подарков, а также ряд выгодных должностей, так что при оценке 1527 года стоимость всех его земель составляла 400 фунтов, и это был третий по величине показатель среди служащих при королевском дворе. В 1522 году Кэрью сменил сэра Генри Гилдфорда на престижном и прибыльном посту королевского конюшего с жалованием в 40 фунтов в год.
Осенью 1522 года Кэрью был в составе войск графа Суррея, вторгшихся в Пикардию в ходе очередного этапа Итальянских войн, а год спустя — на северной границе королевства в качестве советника Суррея, когда союзник французов герцог Олбани начал угрожать нападением на Англию. В тот период Англия в этом конфликте выступала на стороне Карла V. Однако вскоре после победы императора в битве при Павии в 1525 году отношения между союзниками охладились, и Генрих стремился теперь к восстановлению англо-французского альянса. В 1527 году Кэрью снова отправили во Францию с миссией вручить Франциску орден Подвязки. Два года спустя внешнеполитическая ситуация снова изменилась, и Кэрью с Ричардом Сэмпсоном направились в Болонью, чтобы добиться от императора Карла ратификации мирного договора в Камбре. Для Генриха VIII это был важный шаг, освобождавший его от союза с Францией и позволивший ему попытаться наладить отношения с Карлом. Ратификация договора была официальным заданием, но Кэрью и Сэмпсону также было дано поручение выяснить реакцию императора на так называемое «Великое дело короля»: Генриху требовалось аннулирование брака с Екатериной Арагонской, которая не смогла родить ему наследника мужского пола. Карл был племянником Екатерины, и в обсуждении вопроса о браке английского короля он и папа римский Климент VII были сдержанны и уклончивы. Тем не менее такой отклик не разочаровал Генриха, воодушевив его продолжить рассмотрение своего «Великого дела» позднее, и в остальном Кэрью столь хорошо зарекомендовал себя, что феврале 1530 года епископ Вустерский Джироламо де Гинуччи в письме к Генриху отметил, что «он вёл дела короля с таким благоразумием и ловкостью, что доставил и папе и императору величайшее удовлетворение».

### Великое дело короля

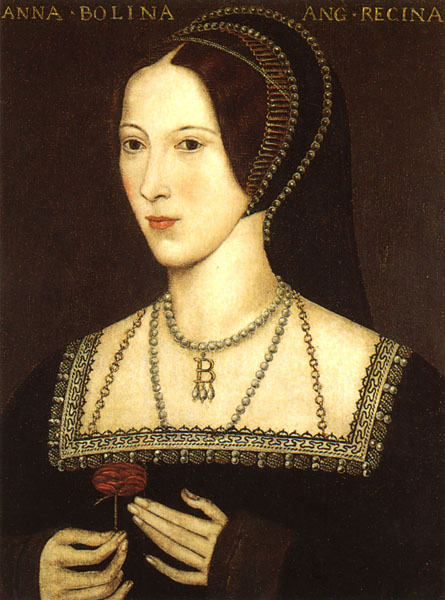
Анна Болейн — дальняя родственница Николаса Кэрью. Портрет работы неизвестного художника; экспонируется в замке Хивер

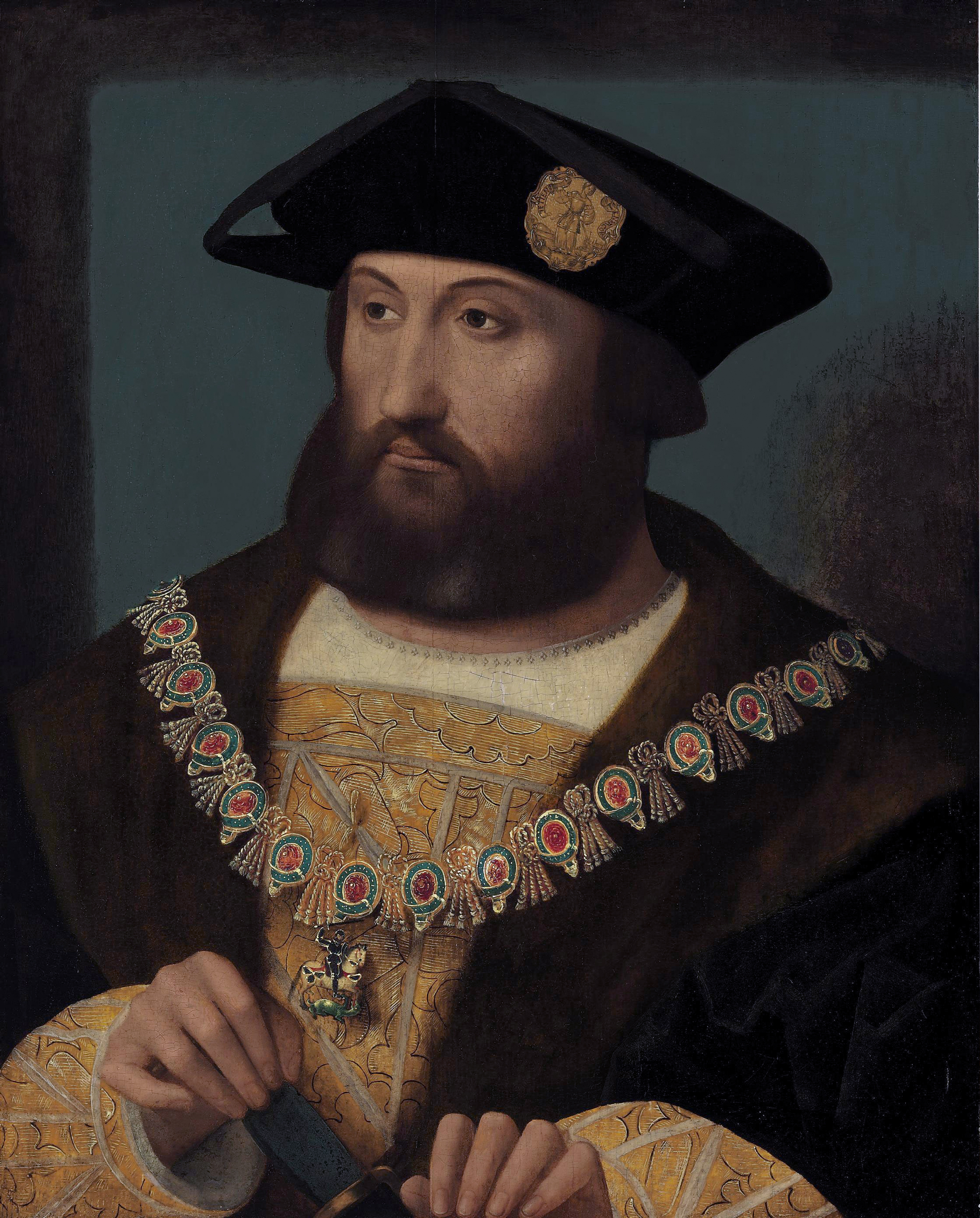
Чарльз Брэндон, герцог Саффолк — один из ближайших друзей Кэрью. Портрет работы Мастер портрета Брэндона, ок. 1530 года. Из частной коллекции

Тем временем желание короля Генриха VIII развестись с королевой Екатериной Арагонской и жениться на фрейлине Анне Болейн не ослабевало. Отношение самого Кэрью к «Великому делу короля» и к политическим связям Генриха с Францией и Священной Римской империей было двойственным. Кэрью был другом короля и состоял в дальнем родстве с Болейнами, и поначалу при стремительном возвышении Анны он был одним из её сторонников. К тому же, он по всей видимости был обязан ей своим возвращением ко двору в январе 1528 года и восстановлением в должности в Тайных покоях, после того, как двумя годами ранее Томас Уолси снова добился его ссылки. Относительно политических предпочтений Кэрью был известен своей приверженностью к альянсу с французами, а в юности его даже упрекали в излишней любви к Франции. Однако вскоре ему стало претить поведение Анны Болейн и её обращение с королевой Екатериной и принцессой Марией. О своём неприятии Анны в качестве невесты короля и своём сочувствии и преданности королеве и принцессе он намекнул Эсташу Шапюи, посланнику императора Карла при английском дворе. Шапюи, будучи не до конца уверен, что Кэрью мог бы стать союзником императора, всё же был убеждён в его лояльности королеве и принцессе. Осознавая, что Кэрью был одним из влиятельнейших приближённых короля Генриха, имперский посол надеялся с его помощью урегулировать ситуацию в пользу Екатерины. Но Кэрью, как и большинство других придворных, понимал, что открытое противостояние с Анной уничтожит его придворную карьеру, и потому умалчивал о своих предпочтениях и старался во всём угодить Анне и королю.
Генрих продолжал искать пути для осуществления своих брачных планов с Анной Болейн, и к 1531 году свёл общение с Екатериной до минимума. Летом того года он часто охотился вместе с Анной, и лишь немногим придворным, среди которых был и Николас Кэрью, было разрешено сопровождать их. Но неприязнь Кэрью к Анне возрастала и окончательно окрепла после её обхождения с его близкими друзьями сэром Генри Гилдфордом и Чарльзом, герцогом Саффолком. Она поссорилась с Гилдфордом из-за того, что он хорошо отзывался о Екатерине, и в итоге тот сложил с себя все должностные полномочия и покинул двор, хотя позже король уговорил его вернуться. У Саффолка же произошло столкновение с дядей Анны герцогом Норфолком, в результате которого погиб один из служащих Саффолка. Герцог вместе с женой, Марией Тюдор, удалились в свои владения, и королю стоило немалых усилий помириться с ними.
Но король не отказывался от своих намерений и, чтобы избавиться от первого брака, провёл ряд церковных реформ, полностью разорвав связи с Римом и в конечном итоге став верховным главой Церкви Англии. Это позволило ему в 1533 году окончательно добиться аннулирования брака с Екатериной. Хотя Кэрью и склонялся на сторону бывшей королевы, на его отношения с Генрихом и французами это никак не влияло. Он по-прежнему исполнял свои дипломатические обязанности при французском дворе, и Франциск неоднократно предлагал Генриху возвести Кэрью в звание рыцаря старинного и почётного ордена Подвязки. Однако, когда осенью 1532 года Кэрью был в числе организаторов очередной встречи в Кале Генриха и Франциска, в ходе которой должно было состояться и представление Анны как будущей королевы, он признавался Шапюи, что желал бы провала своей миссии, так как она могла иметь негативные последствия для Екатерины.
Генрих всё же тайно женился на Анне Болейн в ноябре 1532 года и короновал её как королеву Англии летом 1533 года, но Кэрью не отринул своих симпатий к Екатерине Арагонской и принцессе Марии. Однако, чтобы избежать немилости короля, Кэрью действовал против Анны весьма осторожно. Теперь он и его жена Элизабет направили свои усилия на поддержку принцессы Марии, которую король объявил незаконнорождённой. Позиция Кэрью ясно проявилась в инциденте, случившемся в 1535 году, когда королевский шут в присутствии Генриха осмелился восхвалять Екатерину и Марию, очерняя при этом Анну и её дочь, принцессу Елизавету. Король был в ярости, и Кэрью без колебаний предоставил шуту убежище в своём доме. Также, ещё в 1534 году Шапюи, ссылаясь на Кэрью, сообщал императору Карлу V, что королю надоели жалобы Анны, и он завёл любовницу, но эта связь почти не повлияла на отношения супругов. Гораздо более серьёзным увлечением Генриха стала фрейлина Джейн Сеймур, на которую он обратил внимание в конце 1535 года, когда гостил в Вулфхолле, поместье Сеймуров. К тому времени разногласия между королём и Анной участились, но в конце октября 1535 года Анна забеременела, и у Генриха снова появилась надежда на рождение сына-наследника. Болейны и их союзники сохраняли своё влияние, тогда как из сторонников Екатерины и Марии при дворе оставались лишь Николас Кэрью, Фрэнсис Брайан и их общий друг маркиз Эксетер, но они бездействовали. Однако когда в январе 1536 года Екатерина Арагонская умерла, а у Анны случился выкидыш, враги Болейнов усмотрели в этих событиях шанс устранить Анну.

### Противостояние консерваторов и реформаторов

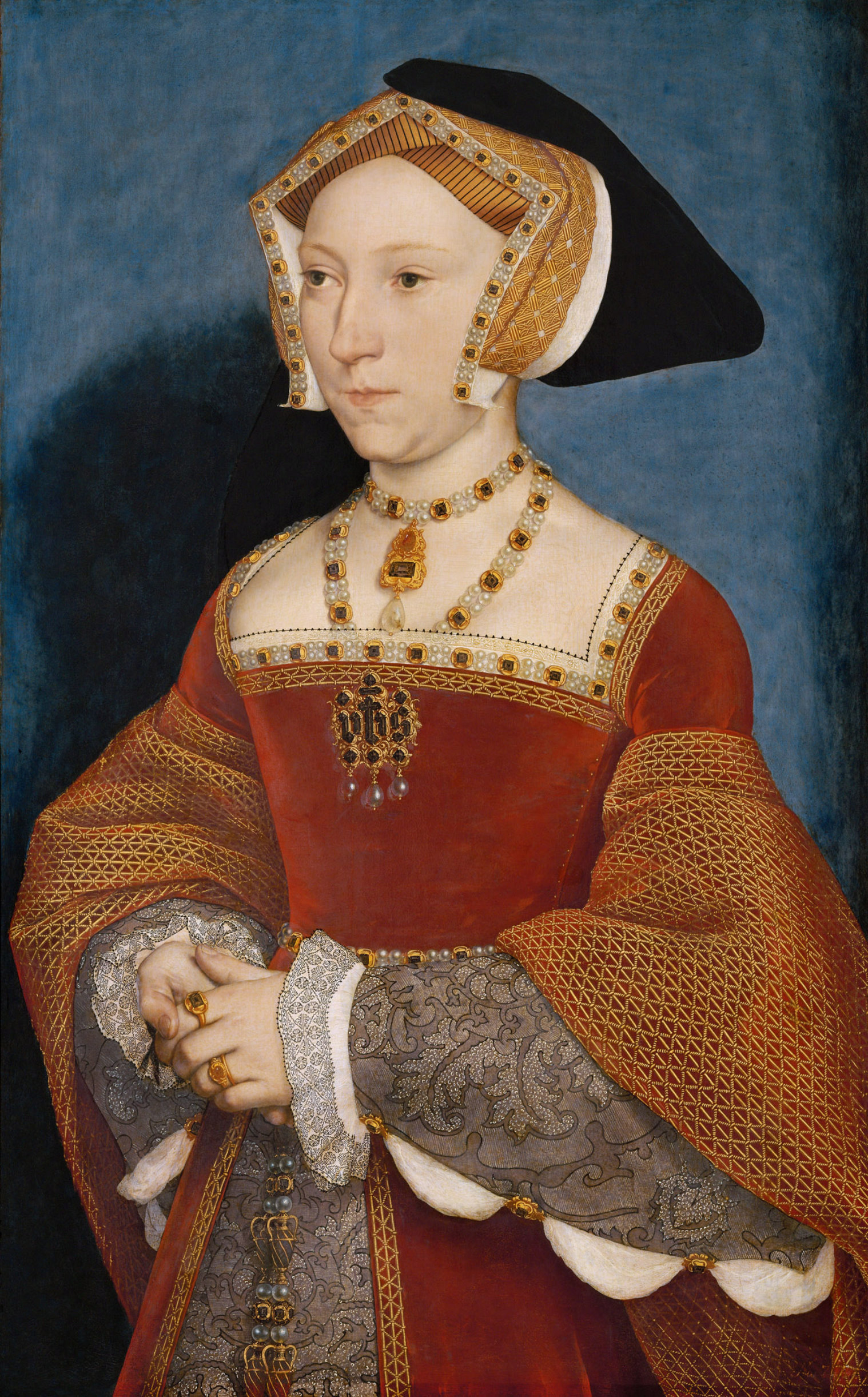
Джейн Сеймур — третья супруга Генриха VIII. Портрет работы Ганса Гольбейна-младшего, ок. 1536 года. Из коллекции Музея истории искусств

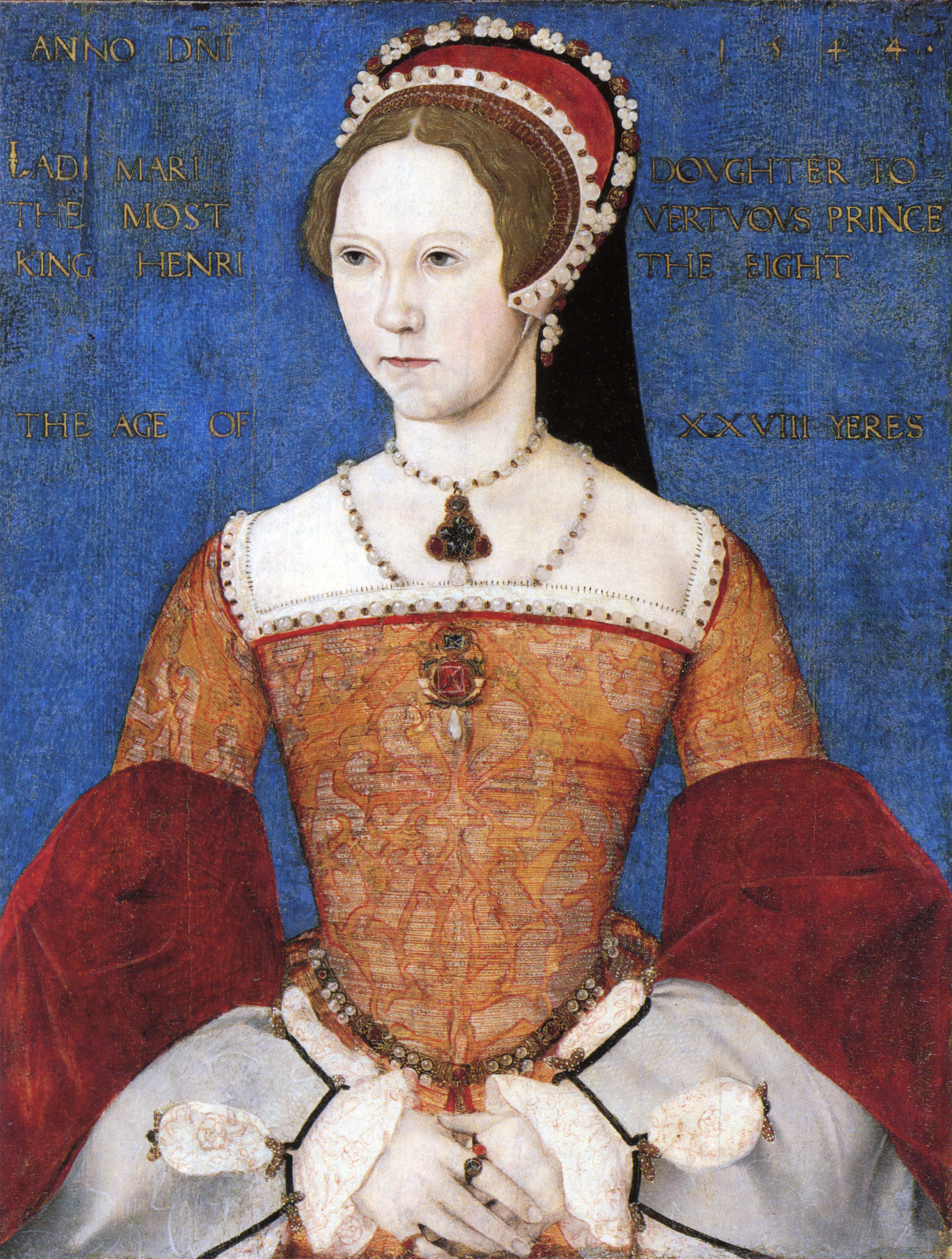
Принцесса Мария Тюдор, дочь Генриха VIII и Екатерины Арагонской. Портрет работы мастера Джона, 1544 год. Из коллекции Национальной портретной галереи в Лондоне

С февраля 1536 года король всё чаще оказывал знаки внимания Джейн Сеймур, и приблизительно с марта того же года Кэрью примкнул к братьям Джейн — Эдварду и Томасу — и группе придворных консерваторов, среди которых были Джеффри Поул, лорд Монтегю и маркиз Эксетер. Все они испытывали ненависть к Анне Болейн и тем религиозным потрясениям, что принесла женитьба короля на ней. Посредством Джейн они рассчитывали восстановить принцессу Марию в правах наследницы трона, а затем осуществить реставрацию католицизма. При поддержке остальных консерваторов главными покровителями Джейн стали Николас Кэрью и Гертруда, маркиза Эксетер. Согласно донесениям Шапюи, Кэрью лично «беспрестанно консультировал Джейн», как ей следует вести себя с Генрихом, а остальные придворные убеждали её «ни в коем случае не подчиняться желаниям короля до тех пор, пока он на ней не женится». Всё это было возможно лишь при условии смерти Анны. Неожиданным союзником консерваторов-католиков стал главный советник Генриха Томас Кромвель, чьими силами были проведены религиозные реформы в Англии. Некогда он был одним из соратников Анны, но в борьбе за влияние на короля она стала его врагом и теперь угрожала не только его политической карьере и альянсу с императором Карлом, к которому стремился Кромвель, но и его жизни. Это заставило его в апреле 1536 года объединиться с консерваторами и поддержать Джейн Сеймур, чтобы в конечном итоге свергнуть королеву Анну и очистить Тайные покои и королевский двор от её сторонников.
Ещё до осуществления плана Кромвеля произошло событие, которое некоторыми историками трактуется как первый признак опалы Анны. В день Святого Георгия, 23 апреля, в Гринвиче под председательством Генриха VIII состоялось традиционное собрание кавалеров ордена Подвязки, где на открывшееся вакантное место должны были избрать нового рыцаря. Основными кандидатами были брат королевы Джордж Болейн и Николас Кэрью. Через день король объявил о своём решении, отметив, что хотя было много достойных, он остановил свой выбор на Кэрью, а тот в порыве благодарности ответил, что удостоен такой чести лишь по доброте короля. Шапюи истолковал выбор короля как ослабление власти Анны, хотя, вероятно, это было не совсем точно, так как Генрих попросту выполнил обещание, данное ранее королю Франциску. Тем не менее король не мог не осознавать, что награждение оппонента Болейнов было тяжёлым ударом для них. Анна и вовсе сочла это унижением, тем более, что Кэрью был сторонником Джейн Сеймур и уже не скрывал своей враждебности к королеве, и, по словам Шапюи, всюду твердил, что с нею скоро будет покончено.
Замысел Кромвеля, собравшего достаточно улик против королевы, начал претворяться в жизнь, и 2 мая Анна была арестована по обвинению в супружеской и государственной измене. Пока длились аресты её сообщников, допросы и судебные слушания, король не виделся с Джейн Сеймур. Она находилась в Беддингтоне под опекой Николаса Кэрью, который стал для неё наставником и намеревался в дальнейшем через неё упрочить своё влияние. За день до суда над Анной, 14 мая, он привёз Джейн в Лондон и поселил в Челси, где Генрих мог беспрепятственно видеться с ней. На суде Анне был вынесен смертный приговор, и 19 мая она была обезглавлена. Теперь с её смертью первый этап заговора консерваторов против Болейнов был успешно завершён, и 30 мая 1536 года Джейн Сеймур стала женой короля.
Столь быстрый и благополучный исход воодушевил Николаса Кэрью и остальных сторонников принцессы Марии в их надеждах на её примирение с отцом и возвращение ко двору в качестве законной наследницы. По всей видимости, Томас Кромвель в некоторой степени одобрял эти ожидания, однако он знал, что Генрих VIII не пойдёт на компромиссы в вопросах религии и линии преемственности. Он по-прежнему считал свою старшую дочь незаконнорожденной, что было подтверждено Актом о престолонаследии от 1534 года, и требовал, чтобы она признала это, а также то, что Англия вышла из-под юрисдикции папы римского, и теперь главой Церкви являлся король. Она категорически отказывалась, несмотря на угрозы со стороны членов Тайного совета. Кромвель заверил короля, что добьётся её согласия на все условия. Он уговаривал её подчиниться, иначе столкнуться с последствиями предстояло не только ей, но и тем, кто защищал её притязания на трон, поскольку оспаривание Акта о престолонаследии расценивалось как государственная измена. К тому времени Кромвель действовал уже против союзников Марии, убедив Генриха, что именно они потворствовали её отказам. Вскоре многие из них оказались в опале. Маркиз Эксетер был исключён из состава Тайного совета, а сэра Фрэнсиса Брайана дважды вызывали на допрос, как и ещё нескольких придворных. Все они дали показания, что именно Николас Кэрью был главным вдохновителем и зачинщиком кампании по восстановлению Марии в титулах и правах. В соответствии с положениями Акта о престолонаследии Кэрью и всех остальных можно было счесть изменниками, равно как и саму Марию, а упорство принцессы могло стоить жизни ей и всем причастным. Кэрью понимал, что дело проиграно, и теперь молил Марию выполнить всё, что требовал Генрих. Во избежание кризиса ей пришлось уступить просьбам друзей и давлению со стороны короля. Вскоре ей было разрешено вернуться ко двору, однако её статус наследницы оставался неясен до принятия нового акта в 1543 году.
Несмотря на столь рискованное участие в деле принцессы Кэрью не утратил благосклонности короля. Хотя придворная партия приверженцев возврата к католичеству на сей раз потерпела поражение, недовольство реформами Кромвеля и начатым им роспуском монастырей назревало, и в октябре 1536 года в Линкольншире и северных графствах Англии вспыхнуло масштабное восстание, известное как Благодатное паломничество. Одним из основных требований восставших была отмена всех религиозных нововведений, но далеко не все поддержали эту инициативу. Большинство знати, в том числе и консерваторы, остались верны политике, проводимой королём. Николас Кэрью также внёс посильный вклад в подавление восстания: по приказу Генриха он предоставил 200 человек для королевской армии, и ещё такое же количество вошло в состав его личной свиты, когда его призвали для сопровождения короля. Весной 1537 года восставшие были разгромлены королевской армией под предводительством герцога Норфолка, и раздел церковной собственности продолжился. В том же году Кэрью получил от короля в дар монастырские земли в графстве Суррей, включая маноры Колсдон, Эпсом, Хорли и Саттон, а в октябре был приглашён на крестины долгожданного наследника Генриха, принца Эдуарда.

### Заговор Эксетера

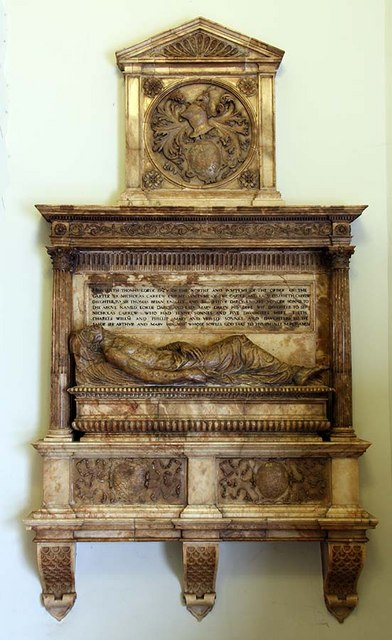
Памятник, посвящённый лорду Томасу Дарси и сэру Николасу Кэрью, в церкви Святого Ботольфа в Олдгейте

Николас Кэрью и его жена по-прежнему участвовали в мероприятиях королевского двора и были среди тех, кому благоволил король Генрих, однако положение Кэрью оказалось не столь надёжным как раньше. Хотя попытка Томаса Кромвеля расколоть партию консерваторов в 1536 году не удалась, он не переставал пристально следить за ними и выжидал подходящий момент. Под подозрением прежде всего находились родственники короля по линии Йорков — семейства Поулов и Куртене, не смирившиеся с Реформацией в Англии и противившиеся новому порядку. В 1536 году находившийся в изгнании Реджинальд Поул публично осудил Генриха VIII как еретика, а позднее по поручению папы римского координировал планы вторжения в Англию с континента. Подобное было государственной изменой, и Кромвель предупредил короля, что Поулы, Куртене и другие консерваторы при дворе могут объединиться против него. К 1538 году у Кромвеля накопилось достаточно улик, чтобы убедить Генриха в том, что его жизнь и трон были в опасности. Часть сведений он получил от брата Реджинальда, Джеффри Поула. В ноябре 1538 года Кромвель нанёс решающий удар: маркиз Эксетер был отправлен в Тауэр по обвинению в планировании убийства Генриха VIII и попытке узурпировать престол; его жена Гертруда была арестована за компрометирующую переписку с Эсташем Шапюи; ещё один брат Реджинальда Поула, барон Монтегю, их мать графиня Солсбери и сэр Эдвард Невилл также были заключены в тюрьму за регулярные контакты с Реджинальдом Поулом и соучастие в предполагаемом заговоре. На суде пэров, состоявшемся в Вестминстер-холле 2 и 3 декабря 1538 года, Эксетер, Невилл и Монтегю были признаны виновными; Эксетер и Невилл были обезглавлены 9 декабря на Тауэр-Хилл, Монтегю — через месяц, 9 января 1539 года.
Вскоре после Рождества 1538 года пришли вести, что папа римский Павел III, потрясённый тем, как король обошёлся со своими родственниками, приказал привести в действие буллу об отлучении Генриха от церкви, составленную папой Климентом VII в 1533 году. Это фактически изолировало Генриха от других монархов-католиков в Европе, которых папа призвал свергнуть его с престола. Ситуация усугубилась тем, что 12 января 1539 года Карл V и Франциск I подписали соглашение, условившись больше не заключать союзов с Англией. Генрих немедленно принял меры, чтобы противостоять вероятному вторжению с континента, отдав приказ об укреплении оборонных сооружений на береговой линии королевства, а у Кромвеля появилась возможность выступить против оставшихся консерваторов.
Ещё в ноябре 1538 года некий свидетель по делу Эксетера и Поулов заявил, что Кэрью был среди тех, кто часто бывал в доме маркиза в Вест Хорсли, графство Суррей, а при допросе Джеффри Поула всплыла информация об обмене письмами между Кэрью и Монтегю. Хотя в конце ноября Кэрью был назначен в специальную комиссию по предъявлению обвинения Эксетеру и Монтегю, он, вероятно, уже тогда был под подозрением, и 31 декабря его арестовали. Согласно донесению Эсташа Шапюи поводом для ареста стало найденное у маркизы Эксетер письмо, в котором говорилось о причастности Кэрью к заговору. Имущество Кэрью было конфисковано, включая драгоценности его жены, а его должности были перераспределены ещё до его ареста. По версии историка Томаса Фуллера Николас Кэрью впал в немилость после инцидента во время игры в шары, когда Генрих отпустил в его адрес несколько оскорбительных шуток, а он опрометчиво ответил в том же духе. Король был столь сильно задет, что Кэрью мгновенно лишился благосклонности монарха. Подобный случай вполне мог произойти, однако по мнению Шапюи опала Кэрью была частью заговора с целью лишить принцессу Марию её друзей, но ещё более вероятно, что Томас Кромвель, уже боровшийся за сохранение своего положения, видел в Кэрью врага и желал избавиться от него.
Суд над Николасом Кэрью состоялся 14 февраля 1539 года. Ему были предъявлены обвинения в том, что, зная о предательстве Эксетера, он «вероломно подстрекал» его и беседовал с ним об изменении общества, а также в том, что они обменивались письмами, которые впоследствии были сожжены. Несмотря на то что улики были весьма незначительными, Кэрью был признан виновным и 8 марта был обезглавлен на Тауэр-Хилл. Согласно записям хрониста Эдварда Холла в своей предсмертной речи он признался в том, что «познал слово Божье», только прочитав Библию на английском языке, экземпляр которой он получил от своего тюремщика. Существуют и другие свидетельства того, что в последние дни он стал последователем новой религии, хотя всю жизнь был католиком. После казни голова Кэрью не была выставлена напоказ, как традиционно поступали с изменниками, а погребена вместе с телом в капелле Святого Петра в оковах близ Тауэра. Позднее его останки были перезахоронены в церкви Святого Ботольфа в Олдгейте.

### Последствия
На третьей сессии Парламента 1539 года Николас Кэрью был лишён всех прав, а его имущество было конфисковано на основании билля об опале. Если ему и было позволено составить завещание, оно, по всей видимости, не сохранилось. Его владения в Суррее перешли в собственность короны, и Генрих VIII включил их в состав своих огромных охотничьих угодий в этом графстве. Поместье Беддингтон также отошло королю, который время от времени им пользовался, а в 1552 году король Эдуард VI передал его в дар Томасу, лорду Дарси. В августе 1539 года вдове Кэрью, леди Элизабет, была возвращена часть собственности. Ей также было назначено денежное пособие от короны, а поскольку Элизабет была сестрой королевского фаворита сэра Фрэнсиса Брайана, её положение не было особо удручающим. Несколько лет спустя, на второй сессии Парламента 1547 года, уже в период правления Эдуарда VI, единственный сын и наследник Николаса Кэрью, Фрэнсис Кэрью, был полностью восстановлен в правах, а в 1554 году при королеве Марии I он получил субсидию на многие земли своего отца, которые были ранее пожалованы королём Эдуардом Томасу Дарси, барону Дарси из Чича. В конце концов семейство Кэрью вернуло почти всё, что было потеряно вследствие опалы и казни сэра Николаса: поместья и земли в Линкольншире, Нортгемптоншире, Нортумберленде, Сассексе, Кенте и Суррее, за исключением поместья в Блетчингли, которым ещё раньше владел герцог Бекингем, также казнённый за государственную измену.

## Память
Николас Кэрью стал персонажем романа английской писательницы Хилари Мантел «Вулфхолл».